# Unia
Unia je páté studiové album finské power metalové kapely Sonata Arctica vydané 25. května 2007.

## Seznam skladeb
1. In Black and White
2. Paid in Full
3. For the Sake of Revenge
4. It Won't Fade
5. Under Your Tree
6. Caleb
7. The Vice
8. My Dream's But a Drop of Fuel for a Nightmare
9. The Harvest
10. The Worlds Forgotten, the Words Forbidden
11. Fly With the Black Swan
12. Good Enough Is Good Enough

Evropská verze – bonus
1. To Create a Warlike Feel

Japonská verze – bonus
1. They Follow
2. Out in the Fields (Gary Moore cover)
3. My Dream's but a Drop of Fuel for a Nightmare

## Obsazení
- Tony Kakko – zpěv, klávesy
- Jani Liimatainen – kytara
- Marko Paasikoski – baskytara
- Henrik Klingenberg – klávesy, hammondovy varhany
- Tommy Portimo – bicí

### Hosté
- Tarja Vanhala – zpěv
- Jarkko Martikainen – zpěv
- Starbuck – doprovodný zpěv
- Peter Engberg – buzuki, akustická kytara, omnichord, cavaquinho, harfa
- Tuomas Airola – violoncello
- Elar Kuiv – housle
- Kati Niemelä – housle/viola (on track 13)
- Anna-Leena Kangas – viola
- Oskari Hannula – kontrabas